# Lara Gillespie
Lara Gillespie (21 april 2001) is een Iers wielrenster die op de weg bij UAE Team ADQ rijdt. Daarnaast is ze ook actief in het veldrijden en op de baan.

## Carrière
Gillespie zegevierde in het veldrijden voor het eerst in het seizoen van 2017/2018. Ze won op nationaal niveau het Ierse kampioenschap bij de elite. Bij het wereldkampioenschap veldrijden voor beloften van hetzelfde jaar werd ze 28e. In 2019 wist ze haar nationale titel te prolongeren.
Op de weg werd Gillespie in 2018 nationaal kampioen bij de junioren. Ze won hier de sprint van Maeve Gallagher. Twee jaar later werd Gillespie voor het eerst nationaal kampioen op de weg bij de elite, voor Eve McCrystal. Deze titel veroverde ze drie jaar later voor de tweede maal, nu liet ze onder andere Caoimhe O'Brien, die tweede werd, achter zich in de eindsprint. In het seizoen van 2023 ging Gillespie rijden bij UAE Development Team. Begin juni van 2024 maakte ze de overstap naar de hoofdmacht, UAE Team ADQ. Eerder dat jaar won ze twee etappes en het eindklassement in de Giro Mediterraneo Rosa. Daarnaast werd ze tweede in het puntenklassement en de eerste en vierde etappe. Bij de tweede editie van de Antwerp Port Epic, in 2024, versloeg ze in een sprint om de zege onder andere Zoe Bäckstedt en Babette van der Wolf. Dit werd het eerste eendaagse wielersucces op de weg van Gillespie.
Op de baan won ze meerdere medailles op de Europese kampioenschappen baanwielrennen bij de junioren en de beloften. In 2022 won ze goud op het nationale kampioenschap op het onderdeel scratch. In 2024 nam ze deel aan de Olympische Zomerspelen 2024 die werden gehouden in Parijs. Ze nam deel aan drie onderdelen; de ploegenachtervolging, het omnium en de koppelkoers. Op die onderdelen eindigde ze respectievelijk negende, tiende en elfde.

## Palmares

### Baanwielrennen
| Jaar     | IK       | EK                                                              | WK                                                | Overige |
| Junioren | Junioren | Junioren                                                        | Junioren                                          | Junioren |
| -------- | -------- | --------------------------------------------------------------- | ------------------------------------------------- | --- |
| 2018     |          | puntenkoers · achtervolging                                     |                                                   | |
| 2019     |          | achtervolging · puntenkoers · scratch                           | achtervolging                                     | |
| Beloften |          |                                                                 |                                                   | |
| 2020     |          | 4e koppelkoers 6e achtervolging 7e omnium                       |                                                   | |
| 2021     |          | achtervolging · 10e puntenkoers                                 |                                                   | |
| 2022     |          | 5e afvalkoers 5e puntenkoers 5e scratch                         |                                                   | |
| 2023     |          | omnium · puntenkoers · 9e ploegenachtervolging                  |                                                   | |
| Elite    |          |                                                                 |                                                   | |
| 2019     |          | 10e achtervolging                                               |                                                   | |
| 2020     |          |                                                                 | 8e ploegenachtervolging                           | |
| 2021     |          |                                                                 |                                                   | NC Sint-Petersburg: · ploegenachtervolging · omnium                                                                                    |
| 2022     | scratch  | 9e koppelkoers                                                  | 9e ploegenachtervolging 17e scratch               | |
| 2023     |          | 5e ploegenachtervolging 12e koppelkoers 13e omnium              | 9e omnium 9e ploegenachtervolging 12e koppelkoers | |
| 2024     |          | 4e omnium 4e ploegenachtervolging 4e puntenkoers 6e koppelkoers | puntenkoers                                       | Aigle: · afvalkoers · omnium · puntenkoers · koppelkoers · Olympische Spelen: · 9e ploegenachtervolging · 10e omnium · 11e koppelkoers |
| 2025     |          | afvalkoers · 4e puntenkoers · 5e koppelkoers · 5e omnium        |                                                   | |

### Veldrijden
2018
 Iers kampioen veldrijden, elite
2019
 Iers kampioen veldrijden, elite

### Wegwielrennen
2018
 Iers kampioen op de weg, junioren
2020
 Iers kampioen op de weg, elite
2023
 Iers kampioen op de weg, elite
2024
2e en 3e etappe Giro Mediterraneo Rosa
Eindklassement Giro Mediterraneo Rosa
Antwerp Port Epic
Puntenklassement Lotto Cycling Cup

#### Resultaten in voornaamste wedstrijden
| Jaar | Ronde van Italië | Ronde van Frankrijk | Ronde van Spanje |
| ---- | ---------------- | ------------------- | ---------------- |
| 2023 |                  |                     |                  |
| 2024 |                  |                     |                  |
| 2025 |                  | 82e                 | 70e              |

| Jaar | Gent-Wevelgem | Parijs-Roubaix | Scheldeprijs |  | WK op de weg |
| ---- | ------------- | -------------- | ------------ |  | ------------ |
| 2023 |               |                |              |  | 68e          |
| 2024 |               |                | 12e          |  |              |
| 2025 | 6e            | 19e            |              |  |              |

## Ploegen
- 2021 –  Team Rupelcleaning
- 2023 –  UAE Development Team
- 2024 –  UAE Development Team (tot en met 8 juni)
- 2024 –  UAE Team ADQ (vanaf 9 juni)
- 2025 –  UAE Team ADQ

al Sayegh · Amialiusik · Bertizzolo · Bujak · Carbonari · Consonni · Gasparrini · Gillespie (vanaf 9/6) · Harvey · Holden · Ivanchenko · Kumięga · Magnaldi · Neumanová · Persico · Swinkels · Włodarczyk
al Sayegh · Amialiusik · Bäckstedt · Bertizzolo · Blasi (vanaf 14/5) · Chapman · Gasparrini · Gillespie · Holden · Ivanchenko · Longo Borghini · Magnaldi · Marturano · Neumanová · Persico · van Rooijen · Squiban · Swinkels · Włodarczyk